# Barreira (Leiria)
Barreira ist eine Gemeinde (Freguesia) im portugiesischen Kreis (Concelho) von Leiria. In ihr leben 4125 Einwohner (Stand 30. Juni 2011).

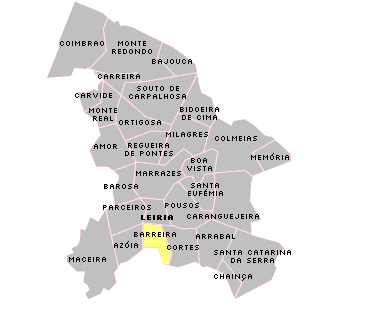
Lage der Gemeinde im Kreis Leiria

## Geschichte
Barreira wurde erstmals erwähnt im Jahr 1534, als hier eine kleine Kapelle errichtet wurde. Seit 1738 ist Barreira eine eigenständige Gemeinde.

## Kultur und Sehenswürdigkeiten
Die Gemeindeverwaltung (Junta de Freguesia) ist in einem denkmalgeschützten Haus aus dem 18. Jahrhundert untergebracht. Weitere Baudenkmäler sind die Kapelle von Andreus, das Herrenhaus Solar do Visconde da Barreira aus dem 18. Jahrhundert, und die Gemeindekirche Igreja Paroquial de Barreira. Die auch Igreja do Santíssimo Salvador bezeichnete Kirche aus dem 18. Jahrhundert entstand durch Erweiterung und Umbau der ursprünglichen Kapelle aus dem Jahr 1534.
Jährlich findet hier ein Festival für lokale Gastronomie, Folklore und Volkstanz, und ein Musikfestival für Garagenbands statt.

## Verwaltung
Barreira ist Sitz einer gleichnamigen Gemeinde. Folgende Orte liegen in ihr:
| - Andreus - Barreira - Cantomilo - Carvalhinha - Casal da Cortiça - Casal da Mourã - Casal Galego - Casal Mil Homens - Casal Pinheiro - Chão Direito - Cruz da Areia | - Colipo - Cumeira - Hortas - Lourais - Marvila - Mourã - Palheirinhos - Pinhal Verde - Quinta do Retiro - Sobral - Telheiro |

## Söhne und Töchter
- António Antunes, Weihbischof in Coimbra von 1919 bis 1936